# Communauté de communes des Monts-d'Alban
La  communauté de communes des Monts-d'Alban  est une ancienne communauté de communes française, située dans le département du Tarn.

## Historique
Elle a fusionné avec la communauté de communes du Villefranchois au 1er janvier 2013 pour de venir la communauté de communes des Monts-d'Alban et du Villefranchois.

## Composition
Elle était composée des huit communes suivantes :
| Nom           | Code Insee | Gentilé                    | Superficie (km2) | Population (dernière pop. légale) | Densité (hab./km2) |
| ------------- | ---------- | -------------------------- | ---------------- | --------------------------------- | ------------------ |
| Alban (siège) | 81003      | Albanais                   | 9,82             | 944 (2014)                        | 96                 |
| Curvalle      | 81077      | Curvallois                 | 38,63            | 401 (2014)                        | 10                 |
| Le Fraysse    | 81096      | Frayssols                  | 29,63            | 389 (2014)                        | 13                 |
| Massals       | 81161      | Massalais                  | 16,30            | 101 (2014)                        | 6,2                |
| Miolles       | 81167      | Miollois                   | 12,10            | 99 (2014)                         | 8,2                |
| Paulinet      | 81203      | Paulinetols ou Paulinétois | 73,75            | 531 (2014)                        | 7,2                |
| Saint-André   | 81240      |                            | 7,27             | 95 (2014)                         | 13                 |
| Teillet       | 81295      | Teilletois                 | 24,22            | 442 (2014)                        | 18                 |